# Harald Geywitz
Harald Geywitz (* 1971) ist ein deutscher Unternehmer und seit 2021 Präses der Landessynode der Evangelischen Kirche Berlin-Brandenburg-schlesische Oberlausitz (EKBO).

## Leben
Geywitz studierte Diplom-Verwaltungs- und Politikwissenschaft an den Universitäten Konstanz und Potsdam und arbeitet, nach einigen Jahren in Brüssel, seit 20 Jahren für Unternehmen der Telekommunikations- und Digitalwirtschaft.
Über 15 Jahre war er ehrenamtlich in der Potsdamer Gemeinde St. Nikolai aktiv. Seit 2014 engagierte er sich als Mitglied der Landessynode in der EKBO, im Haushaltsausschuss und vertrat die Landeskirche in der Synode der Evangelischen Kirche in Deutschland. Im Februar 2021 wurde er auf der konstituierenden Landessynode (Wahlsynode) zum aktuell amtierenden Präses gewählt.

## Funktionen
- Seit 2021:
  - Kuratorium der Stiftung Garnisonskirche Potsdam

- Seit 2022: 
  - Beirat Militärseelsorge der Bundeswehr
  - Kuratorium Marienkirche Frankfurt (Oder)
  - Mitglied des Rundfunkrats des RBB[2]

- Seit 2023:
  - Vorschlagskommission der EKBO für Berufungen in den Entsendungsdienst

## Sonstiges
Neben seiner kirchlichen Aktivitäten ist er seit vielen Jahren im Vorstand des Deutschen Kinderhilfswerks tätig.

## Privat
Harald Geywitz ist verheiratet, hat zwei Kinder und lebt in Potsdam.